# Communauté de communes des Hautes Vosges
La communauté de communes des Hautes Vosges (CCHV) est une communauté de communes française située dans le département des Vosges dans la région Grand Est.

## Historique
La communauté de communes est une intercommunalité qui a existé sous deux périmètres différents.
Le premier périmètre résulte de la fusion au 1er janvier 2017 de la communauté de communes de Gérardmer-Monts et Vallées (CCGMV), de la communauté de communes de la Haute Moselotte (CCHM) et de la communauté de communes Terre de Granite (CCTG) (hormis Saint-Amé) avec extension à l'ancienne commune d'Aumontzey (issue de la communauté de communes Bruyères - Vallons des Vosges). 
Cependant, fin 2018, sept des communes membres (Gérardmer, Granges-Aumontzey, Liézey, Rehaupal, Le Tholy, Le Valtin et Xonrupt) ont demandé à sortir de l'intercommunalité et à recréer une communauté de communes, ce qui a été accepté par le conseil communautaire,, mais est soumis à l'accord du préfet après avis de la commission départementale de coopération intercommunale, après les élections municipales de 2020, notamment à Gérardmer. Cette procédure est néanmoins facilitée par les nouvelles dispositions de la loi « Engagement et proximité » du 27 décembre 2019,.
Aussi, à partir du 1er janvier 2022, sont créées par scission deux nouvelles communautés de communes, celle de Gérardmer Hautes Vosges, qui compte 8 communes et dont le siège est à Gérardmer, et une autre, qui conserve le nom de Hautes Vosges, qui compte 14 communes et dont le siège est à Cornimont.

## Territoire communautaire

### Composition
La communauté de communes est composée des 14 communes suivantes :

| Nom                     | Code Insee | Gentilé      | Superficie (km2) | Population (dernière pop. légale) | Densité (hab./km2) |
| ----------------------- | ---------- | ------------ | ---------------- | --------------------------------- | ------------------ |
| Cornimont (siège)       | 88116      | Counehets    | 40,23            | 3 037 (2022)                      | 75                 |
| Basse-sur-le-Rupt       | 88037      | Bassurois    | 13,73            | 854 (2022)                        | 62                 |
| La Bresse               | 88075      | Bressauds    | 57,94            | 3 947 (2022)                      | 68                 |
| Cleurie                 | 88109      | Cleurisiens  | 11,04            | 648 (2022)                        | 59                 |
| La Forge                | 88177      | Forgerons    | 4,72             | 515 (2022)                        | 109                |
| Gerbamont               | 88197      | Gerbamontois | 9,69             | 353 (2022)                        | 36                 |
| Rochesson               | 88391      | Rochenats    | 21,49            | 676 (2022)                        | 31                 |
| Sapois                  | 88442      |              | 16,89            | 629 (2022)                        | 37                 |
| Saulxures-sur-Moselotte | 88447      | Saulxurons   | 31,87            | 2 537 (2022)                      | 80                 |
| Le Syndicat             | 88462      | Syndiciens   | 18,29            | 1 859 (2022)                      | 102                |
| Tendon                  | 88464      | Todas        | 21,85            | 504 (2022)                        | 23                 |
| Thiéfosse               | 88467      | Kédales      | 7,62             | 583 (2022)                        | 77                 |
| Vagney                  | 88486      | Voinrauds    | 24,91            | 3 873 (2022)                      | 155                |
| Ventron                 | 88500      | Véternats    | 24,97            | 839 (2022)                        | 34                 |

### Démographie
| 1968   | 1975   | 1982   | 1990   | 1999   | 2010   | 2015   | 2021   |
| ------ | ------ | ------ | ------ | ------ | ------ | ------ | ------ |
| 23 743 | 24 409 | 24 108 | 23 537 | 23 107 | 22 641 | 21 843 | 20 947 |

### Environnement
Énergie
Dans le cadre du SRADDET du Grand Est, ATMO Grand Est tient à jour les statistiques énergétiques de tous les EPCI régionaux. Aussi pouvons-nous représenter l’énergie finale consommée sur le territoire, tel qu'il était avant la scission de 2022 annuellement par secteur, ou par source, pour l’année 2017. Cette énergie finale annuelle correspond à 33,4 MWh par habitant.
| -                 | GWh par an |
| ----------------- | ---------- |
| Industrie         | 331        |
| Résidentiel       | 516        |
| Tertiaire         | 141        |
| Transport routier | 209        |

| -                                    | GWh par an |
| ------------------------------------ | ---------- |
| Électricité                          | 294        |
| Gaz naturel et produits pétroliers   | 580        |
| Bois-énergie                         | 293        |
| Autres EnR (PAC, solaire thermique…) | 38         |
| Réseaux de chaleur                   | 4          |

La production d’énergie renouvelable (EnR) du territoire apparaît dans le tableau suivant, toujours pour l’année 2017 :
| -                     | GWh par an |
| --------------------- | ---------- |
| Bois-énergie          | 243        |
| Hydraulique           | 33         |
| Pompe à chaleur (PAC) | 22         |
| Photovoltaïque        | 3          |
| Solaire thermique     | 2          |

## Administration

### Siège
Le siège de l'intercommunalité se situe à Cornimont, 24 rue de la 3e DIA.

### Élus
A compter de la scission de 2022, la communauté de communes est administrée par son conseil communautaire, composé pour la fin de la mandature 2020-2026 de 34  conseillers municipaux issus de chacune des  communes membres, et répartis de la manière suivante :

- 7 délégués pour La Bresse ;

- 6 délégués pour Vagney ;

- 5 délégués pour Cornimont ;

- 4 délégués pour Saulxures-sur-Moselotte ;

- 3 délégués pour Le Syndicat ;

- 1 délégué ou son suppléant pour Basse-sur-Rupt, Cleurie, La Forge, Gerbamont, Rochesson, Sapois, Tendon, Thiéfosse et Ventron.

### Présidence
En vue de la scission de 2022, le conseil communautaire a réélu le  8 décembre 2021 son président, Didier Houot, maire de Vagney. Il est assisté au sein du bureau communautaire par neuf vice-présidents qui sont :

1. Jérôme Mathieu (La Bresse), délégué à l'administration générale et au développement économique ;
2. Patrick Lagarde (Cleurie), délégué aux finances et aux ressources humaines ;
3. Brigitte Vanson (Ventron), déléguée aux services à la population ;
4. Gérard Clément (Tendon), délégué à l'aménagement du territoire ;
5. Stanislas Humbert (Thiéfosse), délégué à la gestion des déchets ;
6. Erik Grandemange (Saulxures-sur-Moselotte), délégué aux sports-loisirs-culture et aux relations avec les associations ;
7. Martine Géhin (Cornimont), déléguée à la transition écologique et à l'environnement.

Le bureau communautaire pour la fin de la mandature 2020-2026 est composé du président, des vice-présidents et de 9 autres membres, qui sont tous des maires des communes membres. Celui-ci règle  les  affaires  courantes  de  la  communauté  de  communes, dans  la  limite  des  délégations  fixées  par  le  conseil  communautaire et lui rend compte à chaque réunion obligatoire des travaux effectués. Les maires des communes de la CCHV et la Présidente du Conseil de développement sont invités à participer aux réunions de bureau.
| Période                         | Période       | Identité     | Étiquette | Qualité                                                                 |
| ------------------------------- | ------------- | ------------ | --------- | ----------------------------------------------------------------------- |
| 12 janvier 2017 (Réélu en 2020) | décembre 2021 | Didier Houot | DVD       | Responsable d’équipe Pôle emploi à Remiremont Maire de Vagney (2014 → ) |

| Période          | Période                       | Identité     | Étiquette | Qualité                                                                 |
| ---------------- | ----------------------------- | ------------ | --------- | ----------------------------------------------------------------------- |
| 1er janvier 2022 | En cours (au 19 octobre 2022) | Didier Houot | DVD       | Responsable d’équipe Pôle emploi à Remiremont Maire de Vagney (2014 → ) |

### Compétences
L'intercommunalité exerce les compétences qui lui ont été transférées par les communes membres, dans les conditions fixées par le code général des collectivités territoriales, c'est-à-dire : 
- Aménagement de l’espace :  schéma de cohérence territoriale (SCoT), plan local d’urbanisme (PLU), carte communale et autres documents d'urbanisme ;
- Développement économique : zones d’activité, politique locale du commerce et soutien aux activités commerciales d’intérêt communautaire, promotion du tourisme, dont la création d’office du tourisme, animation touristique (compétence partagée avec les communes membres) ;
- Gestion des milieux aquatiques et prévention des inondations (GEMAPI) ;
- Aires d'accueil des gens du voyage et terrains familiaux locatifs définis par  la loi du 5 juillet 2000 relative à l'accueil et à l'habitat des gens du voyage ;
- Collecte et traitement des déchets des ménages et des déchets assimilés ;
- Protection et mise en valeur de l'environnement, le cas échéant dans le cadre de schémas départementaux et soutien aux actions de maîtrise de la demande d’énergie ;
- Équipements culturels et sportifs : piscines et cinémas à Vagney et à La Bresse, médiathèques à Vagney et Saulxures-sur-Moselotte, bibliothèques à La Bresse et Cornimont ;
- Maisons de services au public ;
- Animations culturelles, éducatives, scolaires et sportives dans le cadre d’un PTEAC ou de tout autre dispositif venant s’y substituer ;
- Relais assistants maternels (RAM) ou tout autre dispositif venant s’y substituer ;
- Lieu d’accueil parents enfants (LAPE) ou tout autre dispositif venant s’y substituer ;
- Définition d’une politique pour l’accueil de la petite enfance sur le territoire intercommunal, rédaction d’une convention territoriale globale ou de tout autre dispositif venant s’y substituer ;
- Soutien aux associations par une contribution financière à des projets d’ordre social, culturel, environnemental et sportif ;
- Chantier d’insertion d’éco-cantonniers ;
- Aides aux formations musicales , promouvoir et répandre la formation à l’art musical sur le territoire intercommunal, dans le cadre de l’école intercommunale de musique des deux vallées ;
- Gestion du « Chalet de la Pêche » ;
- Animation de l’Espace Santé du Pays et Éducation thérapeutique du patient ;
- Adhésion du PETR à la mission Locale du Pays de Remiremont et de ses vallées en lieu et place de ses EPCI membres ;
- Pistes cyclables en site propre et voie vertes et opérations contribuant à leur promotion sur le territoire ;
- Fourrière automobile ;
- Infrastructures et de réseaux de communications électroniques ;
- Mobilités.

### Régime fiscal et budget
La communauté de communes est un établissement public de coopération intercommunale à fiscalité propre.

#### Budget et fiscalité 2022
En 2022, le budget de la communauté de communes était constitué ainsi (Base : Population de 21 768 habitants) :
- total des produits de fonctionnement : 8 276 000 €, soit 380 € par habitant ;
- total des charges de fonctionnement : 8 341 000 €, soit 383 € par habitant ;
- total des ressources d'investissement : 1 288 000 €, soit 59 € par habitant ;
- total des emplois d'investissement : 1 452 000 €, soit 67 € par habitant ;
- endettement : 443 000 €, soit 118 € par habitant.

Avec les taux de fiscalité suivants :
- taxe d'habitation : 2,67 % ;
- taxe foncière sur les propriétés bâties : 5,41 % ;
- taxe foncière sur les propriétés non bâties : 3,98 % ;
- taxe additionnelle à la taxe foncière sur les propriétés non bâties : 38,75 % ;
- cotisation foncière des entreprises (fiscalité additionnelle) : 0,00 % ;
- Cotisation foncière des entreprises (fiscalité prof. unique ou de zone) : 23,29 %;
- Cotisation foncière des entreprises (fiscalité des éoliennes) : 0,00 %.

Afin de financer l'exercice de ses compétences, l'intercommunalité perçoit la fiscalité professionnelle unique (FPU) – qui a succédé à la taxe professionnelle unique (TPU) – et assure une péréquation de ressources entre les communes résidentielles et celles dotées de zones d'activité.
Elle ne verse pas de dotation de solidarité communautaire (DSC) à ses communes membres.